# Lithophasia quadrivirgula
Lithophasia quadrivirgula là một loài bướm đêm thuộc họ Noctuidae. Nó được tìm thấy ở Maroc tới Ai Cập, Israel, Jordan và Iraq.
Con trưởng thành bay từ tháng 11 đến tháng 2. Có thể có một lứa một năm.